# Derek Jarman
Derek Jarman (31. ledna 1942 – 19. února 1994) byl anglický filmový režisér. Začínal koncem šedesátých let, první vlastní krátkometrážní super 8mm filmy natočil v roce 1970. Svůj první celovečerní film Sebastiane natočil v roce 1976. Mezi jeho další filmy patří Jubilee (1978), Caravaggio (1986), The Last of England (1987) a Wittgenstein (1993). Roku 1984 vyšla jeho autobiografická kniha Dancing Ledge. V roce 1989 spolupracoval s hudebním duem Pet Shop Boys na videích promítaných při jeho koncertech. Kromě toho natočil videoklipy pro kapelu Sex Pistols, zpěváka Marca Almonda či zpěvačku Marianne Faithfullovou. V roce 1986 mu byl diagnostikován AIDS, který roku 1994 zapříčinil jeho smrt.